# 서울월계초등학교
서울월계초등학교(서울月溪初等學校)는 대한민국 서울특별시 노원구에 있는 공립 초등학교이다.

## 학교 연혁
- 1991년 11월 3일 서울신계국민학교에서 학생 229명을 인수
- 1992년 7월 15일 서울월계국민학교 설립인가
- 1993년 5월 6일 개교
- 1994년 2월 18일 제1회 졸업식
- 1996년 3월 1일 서울월계초등학교로 교명 개칭

## 참고 자료
- 서울월계초등학교 - 한국교육학술정보원 학교알리미